# 仁保隆在
仁保 隆在（にほ たかあり）は、戦国時代の武将。大内氏、毛利氏の家臣。婿養子に吉川元春の次男・仁保元棟（繁沢元氏）がいる。

## 生涯
仁保氏の庶流である吉田興種の次男として生まれ、初め大内氏に仕える。天文8年（1539年）に仁保興奉が死去し、その後継となって仁保氏を継いだ。
大内氏滅亡後は毛利元就に仕えて1700貫の所領を与えられたが、永禄9年（1566年）12月21日に死去。隆在には後継となる男子がいなかったため、吉川元春の次男である吉川元棟（後の繁沢元氏）が隆在の婿養子として家督と所領を相続した。
なお、仁保氏関連の文書が収められている『三浦家文書』には著しい史料の偏在が見られ、隆在が当主であった時期の文書が残存していない。これは永禄12年（1569年）10月に隆在の実父である吉田興種が、大内輝弘の乱に加担したという罪状により討伐を受け、かつての隆在の居館等で攻防戦が繰り広げられたためと考えられている。